# Libanesische Gefangene als Verhandlungsmasse
Libanesische Gefangene als Verhandlungsmasse oder Bargaining Chips-Fall bezeichnet den Fall 21 libanesischer Bürger, die zwischen 1986 und 1994 aus dem Libanon entführt und in Israel während eines Zeitraums von zehn bis vierzehn Jahren als Geiseln gefangen gehalten wurden, um bei einem späteren Gefangenenaustausch gegen im Libanon in Gefangenschaft geratene beziehungsweise getötete israelische Soldaten als „Verhandlungsmasse“ zu dienen. Ihr Fall war 1997 und 2000 Gegenstand zweier Entscheidungen des Obersten Gerichts Israels, die 2002 eine Gesetzesänderung durch die Knesset zur Folge hatten.

## Geschichte der Inhaftierung
Die bekanntesten dieser Gefangenen waren der 1989 entführte Scheich Abdel Karim Obeid, geistlicher Führer der Hisbollah, sowie der frühere Sicherheitschef der Amal-Bewegung Mustafa Dirani, der 1994 entführt wurde, als er eine mit Hisbollah verbündete Splittergruppe anführte. Beide waren Insassen des Geheimgefängnisses Anlage 1391 und traten nach ihrer Verschleppung nach Israel erstmals im Mai 2000 anlässlich eines Gerichtsverfahrens öffentlich in Erscheinung. Die israelischen Behörden hatten angegeben, sie zum Austausch gegen den seit 1986 im Libanon verschollenen Luftwaffensoldaten Ron Arad festzuhalten. Die übrigen Gefangenen waren in einer Sonderabteilung des Ajalon-Gefängnisses in Ramla untergebracht. Sie waren bei ihrer Entführung zwischen 15- und 22-jährig. Zehn von ihnen wurden der Mitgliedschaft in einer feindlichen Organisation angeklagt und zu Haftstrafen zwischen eineinhalb und vier Jahren verurteilt. Nach Verbüßung ihrer Haftstrafen wurden sie jedoch nicht entlassen, sondern verblieben in Administrativhaft. Die israelischen Behörden warfen neun von ihnen keinerlei Verbrechen vor, hielten die Tatsache ihrer Haft in Israel aber über Jahre geheim und gestatteten keine Besuche durch das Internationale Komitee vom Roten Kreuz (IKRK). Mehrere der Libanesen hatten vor ihrer Verschleppung nach Israel zunächst das berüchtigte Gefangenenlager Chiyam im von Israel besetzten Süden Libanons durchlaufen und dort schwere Misshandlungen erlitten. Die ersten zehn Jahre ihrer Haft bekamen die muslimischen Häftlinge kein Fleisch zu essen, da Israel sich weigerte, rituelle Schlachtungen zuzulassen.
Ein auch in internationalen Medien berichteter Einzelfall war der von Ghassan Dirani: Er war 1986 im Libanon offenbar allein aufgrund der Tatsache in Gefangenschaft geraten, dass es sich bei dem damals 21-jährigen Bankangestellten um einen Neffen von Mustafa Dirani handelte. Nachdem ihn die christliche Miliz Forces Libanaises unter Samir Geagea gemeinsam mit fünf weiteren jungen Männern entführt hatte, verbrachte er zunächst drei Jahre in der Gewalt der Miliz, bevor ihn die israelischen Streitkräfte 1990 nach Israel verschleppten, wo er weiter ohne Anklage inhaftiert blieb – die ersten zwei Jahre unter völliger Geheimhaltung: Die israelischen Behörden verneinten Anfragen von Familienangehörigen, ob Dirani und die übrigen fünf Vermissten nach Israel verlegt worden seien. Zufällig bemerkte ein IKRK-Repräsentant im Gefängniskrankenhaus von Ramla den auf keiner Liste verzeichneten Häftling Dirani. Nachdem die internationale Menschenrechtsorganisation Amnesty International daraufhin ab 1991 ausdrücklich Auskunft nach Dirani und seinen fünf Mitgefangenen verlangt hatte, bestätigte die Pressestelle der Israelischen Streitkräfte schließlich im Februar 1992, dass sie sich in Israel befänden. In einem Haftprüfungsverfahren von 1997 empfahlen israelische Gefängnisärzte Diranis Freilassung, da er infolge der Haft- und Verhörbedingungen dauerhaft physisch und psychisch erkrankt war. Spätestens seit 1994 hatte Amnesty International auf seinen besorgniserregenden Gesundheitszustand hingewiesen. Der entsprechende Freilassungsbeschluss des zuständigen Bezirksrichters wurde vom Obersten Gericht jedoch außer Kraft gesetzt. Als ein weiterer Richter später erneut seine Freilassung verfügte, widersprach das Oberste Gericht nicht, womit Dirani im April 2000 nach vierzehn Jahren Gefangenschaft zu seiner Familie in den Libanon zurückkehren konnte. Israels stellvertretender Verteidigungsminister Efraim Sneh kritisierte die Freilassung damals mit der Begründung, Israel gebe damit eines der wenigen Tauschobjekte (bargaining chips) in den Bemühungen zur Rückführung von Arad aus der Hand.
Nachdem zehn der Häftlinge 1994 gegen die erneute gerichtliche Verlängerung ihrer Administrativhaft geklagt hatten, bestätigte der Oberste Gerichtshof Israels in einem ersten Verfahren 1997 mit zwei zu eins Richterstimmen die Zulässigkeit der fortgesetzten Inhaftierung der Libanesen zum Ziel ihres Austauschs gegen inhaftierte israelische Soldaten. Das Urteil zum Abschluss des – wie bei Administrativhaft-Fällen üblich – geheimen Verfahrens wurde im März 1998 in Folge eines Irrtums veröffentlicht, wodurch der Fall der Libanesen erst bekannt wurde. Amnesty International protestierte gegen die mit dem Urteil erfolgte Legitimierung staatlicher Geiselnahme und reagierte mit einem Aufruf zur sofortigen Freilassung aller libanesischer Geiseln in Israel. Im Dezember 1999 wurden fünf der Geiseln auf Weisung von Premierminister Ehud Barak freigelassen und über Frankfurt nach Beirut ausgeflogen. Erst wenige Tage zuvor hatte das Verteidigungsministerium offiziell bestätigt, dass Israel 21 Libanesen als Verhandlungsmasse zum angestrebten Austausch gegen gefangene israelische Militärangehörige festhalte, und damit das bis dahin in Israel gültige Publikationsverbot dieses Sachverhalts aufgehoben.
Ab 1999 befasste sich der Oberste Gerichtshof in erweitertem Richterkollegium erneut mit dem Fall und kam im April 2000 mit sechs gegen drei Richterstimmen zu einem Urteil, das den Beschluss von 1997 aufhob. Unter Vorsitz des Gerichtspräsidenten Aharon Barak, der angab, seine Meinung seit 1997 geändert zu haben, befand das Gericht, dass die fortgesetzte Inhaftierung der übrigen Geiseln rechtswidrig sei, da sie keine unmittelbare Gefahr für die Sicherheit des Staates darstellten. Wenige Tage nach der Verkündung des Urteils, das in der israelischen Öffentlichkeit heftige Ablehnung hervorrief, initiierte das Sicherheitskabinett unter Premierminister und gleichzeitig Verteidigungsminister Barak ein Gesetz zur Legalisierung von Geiselnahmen „illegaler Kämpfer“ zur Nutzung für Gefangenenaustausche, das schließlich 2002 von der Knesset angenommen wurde. Noch im April 2000 wurden 13 der festgehaltenen Geiseln in den Libanon entlassen. Die Administrativhaft der verbliebenen Häftlinge Obeid und Dirani im Geheimgefängnis Anlage 1391 wurde erneut im Juli 2001 gerichtlich bis Jahresende verlängert, nachdem die Behörden argumentiert hatten, ihre Freilassung würde die staatliche Sicherheit gefährden. Gemäß einer Entscheidung des Obersten Gerichts vom August 2001 sollten die beiden das Recht auf Besuche des IKRK erhalten, das Gericht selbst verfügte jedoch nach Protesten von Angehörigen vermisster Soldaten den Aufschub der Umsetzung seiner Anordnung. Mit Obeid und Dirani wurden die letzten der 21 libanesischen Geiseln erst 2004  im Rahmen eines Gefangenenaustausches freigelassen, als auf Vermittlung Deutschlands 400 Palästinenser, 34 überwiegend libanesische Araber und der als Hisbollah-Terrorist verurteilte Deutsche Steven Smyrek sowie die Leichen von 59 libanesischen Kämpfern gegen den israelischen Oberst der Reserve Elhanan Tannenbaum und die Leichen dreier Soldaten ausgetauscht wurden.

## Rezeption
Im Laufe der Jahre haben Menschenrechtsorganisationen wiederholt Entführungen und Inhaftierungen als illegal und unmoralisch bezeichnet. Sie unterschieden dabei zwischen Obeid und Dirani einerseits und den übrigen Geiseln andererseits, von denen die meisten erstmals in einem israelischen Gefängnis von Arad gehört hätten. Dass die Hisbollah niemals Interesse an ihnen bekundet und ihre Freilassung nicht gefordert habe – auch nicht gegen Gefangenenaustausch –, beweise die Sinnlosigkeit ihrer Inhaftierung. Diese „Verhandlungsmasse“ habe die Frage der Verschollenheit von Ron Arad nicht lösen können und werde es auch in Zukunft nicht tun, sondern bringe 19 zusätzliche Menschen in eine vergleichbare Situation. Diese Sichtweise wurde 1999 von Ami Ajalon, Leiter des Schin Bet, und von Eljakim Rubinstein, Mitglied des Obersten Gerichts Israels, bestätigt.